# Forge de Castets
L'ancienne forge de Castets, aujourd'hui en ruines, témoigne de l'activité sidérurgique dans les Landes pendant la révolution industrielle.

## Présentation
En 1808 François Dubourg, jeune directeur de la forge d'Uza — propriété de la famille de Lur-Saluces —, découvre au Barat, à Castets, un site favorable à la mise en place d'un site de production de fer et de fonte grâce à l'installation  d'un haut fourneau et de forges, en raison de la présence d'une retenue d'eau avec une chute, capable de produire de l'énergie hydraulique nécessaire à l'animation des soufflets et outils mécaniques. Un gisement de garluche, pouvant être exploité pour ses qualités de minerai de fer, est disponible près de Saint-Paul-lès-Dax et le charbon de bois destiné à alimenter le feu du haut fourneau et des forges abonde en Marensin. 
La demande d'autorisation de construction est déposée en 1809 mais elle ne sera approuvée que le 19 mars 1814, par décret de Napoléon Ier, quelques jours seulement avant sa destitution. 
La famille Lur-Saluces, craignant la concurrence entre Uza et Castets, s'oppose à l'application du décret. Celui-ci sera toutefois reconnu valide par le Conseil d'État le 17 juin 1819.
François Dubourg se trouve à la tête d'un haut fourneau de onze mètres et de deux forges, exploités par cent ouvriers. Il introduit une innovation technique : des turbines entraînent des pistons d'air comprimé activant les feux. 
Dès 1820, le fer de Castets est reconnu de belle qualité comme en témoigne une commande de l'Armée. En 1824, François Dubourg associe à la garluche locale du minerai de fer des Asturies — importé du port de Bilbao — pour encore améliorer la qualité du métal.
Afin d'accompagner la croissance de son activité, François Dubourg fait appel à son neveu homonyme pour le seconder. Il faut attendre 1830, la fin du règne de Charles X et l'avènement de Louis Philippe pour que les différents projets d'extension des forges soient agréés : un haut fourneau est construit à Ardy, des feux d'affinerie et des fonderies créées à Castets. En 1836, un laminoir est installé à La Palue, à deux kilomètres en aval, sous la responsabilité de Dubourg neveu.
François Dubourg est maire de Castets de 1830 à sa mort en 1853. Très actif, il fait construire au Barat et à La Palue des maisons d'ouvriers et de cadres, participe à l'amélioration des routes, telle la future Nationale 10. 
Le développement des forges est pendant cette période considérable : les statistiques industrielles de 1851 montrent que les forges de Castets emploient 212 hommes, 106 femmes, 31 garçons et 30 filles, soit 379 personnes, et plus de 500 personnes au total si on y ajoute les mineurs de garluche, les charbonniers et les charretiers.
François Dubourg est à cette époque l'industriel landais qui paie l'impôt du cens le plus élevé. 
En 1862, son petit-fils Charles Boulart, jeune et brillant avocat, futur député, associé à François Dubourg neveu, achète les forges Abesse. Les quatre établissements (bourg de Castets, La Palue au sud de Castets, Ardy et Abesse à Saint-Paul-lès-Dax) emploient près de 1 000 personnes, et la production est très variée, alliant du fer de tous calibres à des pièces de fonte pour l'industrie, le jardinage, la cuisine, la décoration.
Charles Boulart reste maître de forges jusqu'à son décès en 1891. Sa veuve et son fils Daniel lui succèdent. Mais la création des Forges de l'Adour à Tarnos et Boucau en 1881 exerce une concurrence trop forte et porte un coup fatal aux forges landaises. Ardy ferme ainsi en 1890, Castets en 1906. La Palue et Abesse fonctionnent au ralenti, avec une reprise pendant la Première Guerre mondiale. La Palue ferme en 1920 et Abesse est vendue en 1923 à la Société Anonyme des Travaux Métalliques avant de fermer en 1930.

## Galerie

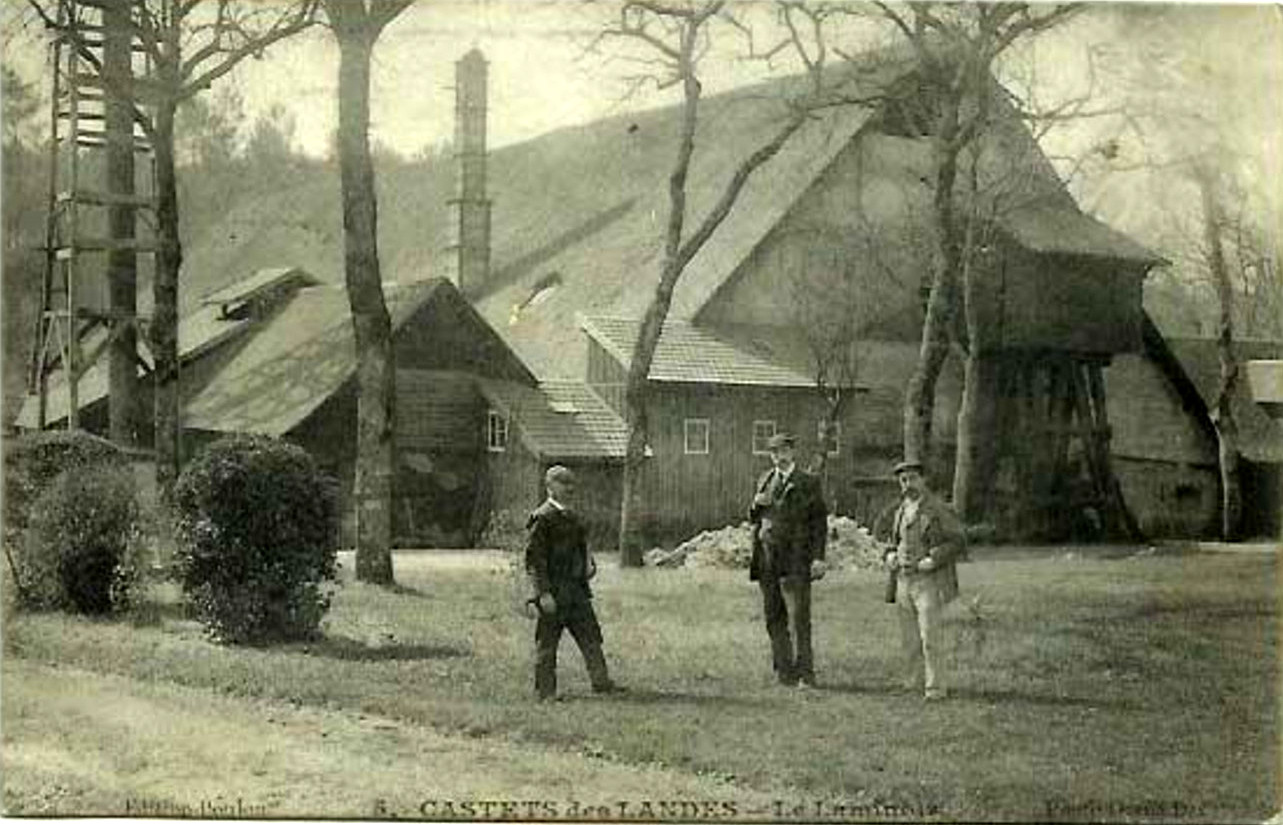
Le laminoir
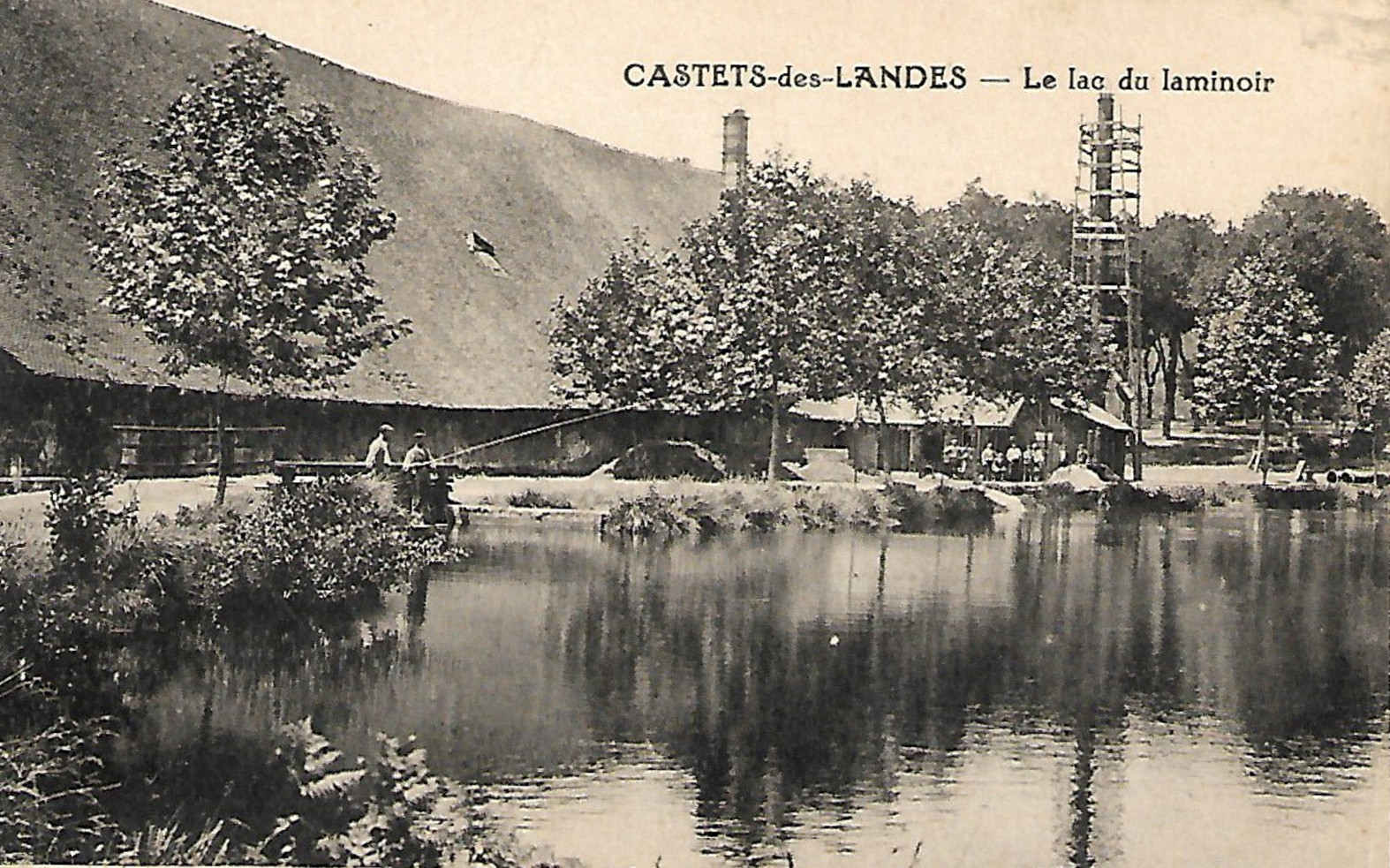
Le lac du laminoir